# Ōmoto-kyō
Oomoto (大本 Ōmoto, literalmente "fundação"), também conhecida como Oomoto-kyo (大本教 Ōmoto-kyō), é uma religião japonesa originária de Shinto.